# Benedito Gonçalves Pereira Nunes
Benedito Gonçalves Pereira Nunes (1864-1934) foi um médico, professor e político brasileiro.
Lecionou no Liceu de Humanidades de Campos as matérias de física e química.
Em 1904 o presidente da província do Rio de Janeiro Nilo Peçanha o indicara para substituir Paulo Alves na Prefeitura de Niterói - cargo que exerceu num curto espaço de tempo: de 9 de novembro de 1904 a 30 de outubro de 1905. No período do mandato iniciou a substituição da iluminação pública a gás pela eletricidade, reconstituiu o parque em homenagem ao seu padrinho político e iniciou modificações no Largo de São Domingos.
Entre os anos de 1928 e 1930 foi prefeito de Campos. E em sua homenagem, a instituição mantenedora da Faculdade de Medicina de Campos leva o seu nome. Também a antiga Rua Formosa, no bairro do Ingá, Niterói, teve o nome modificado em sua homenagem: Rua Pereira Nunes.